# Torreón de Taramay
El Torreón de Taramay, también conocido como Torre de Taramay, Fortín de Velilla, o Torre del Conde de Guadiana,
se sitúa en la Punta de Jesús, al Norte de la playa de Velilla, en la localidad de Velilla-Taramay, Almuñécar, provincia de Granada (Andalucía, España). Fue construido en el siglo XVIII. Es Bien de Interés Cultural desde 1993.

## Descripción
Torre que corresponde al tipo de pezuña o de herradura, estando formado en planta por un semicírculo al Sur (de radio 7,75 metros en planta baja y 5,75 metros en planta de terraza), a la que se prolongan dos elementos cuadrangulares de forma irregular, en las esquinas Noreste y Noroeste. Toda la planta se incluye en casi un cuadrado de 15.50 metros de lado. Su altura de suelo a suelo indicado es de 11 metros, a la que habría que sumarle la del peto de la terraza, de 80 centímetros, lo que significa un talud de 2 metros de esa altura. Está construido con gruesos muros ataluzados de mampostería, empleando el ladrillo en las esquinas y en los jambeados de las ventanas y troneras. El paso del muro en talud con el peto vertical se resuelve mediante una moldura en medio bocel, de cantería. No conserva resto alguno de enfoscado en sus paramentos.
El acceso a la torre se hacía por una puerta situada en el lateral interior de la torre añadida al Noroeste, a una altura de 5,50 metros del nivel de la planta baja. Por ella se entraba a un pequeño espacio desde el que partía la escalera que bajaba a la primera planta, teniendo enfrente una pequeña habitación rectangular destinada al cuerpo de guardia. Cada espacio dispone de dos troneras.
La planta primera, de forma semicircular, y una superficie útil de 33 metros cuadrados, se cubre con una semibóveda rebajada de ladrillo. Tiene dos ventanas dispuestas al Este y Oeste, chimenea centrada en el muro Norte y dos alacenas a los lados de aquella. En la parte Este de ese muro está la escalera de subida a la azotea, embutida en la torre Noreste. A mitad de su desarrollo tiene un pequeño rellano con dos troneras para defensa de la puerta de accesos a la torre. La salida a la terraza estaría cubierta por una garita. La azotea, de planta igual a la descrita, dispone de un pavimento de mortero muy rico en cal sobre encachado de piedra, rematando el borde con un parapeto de un metro de espesor, coronado por un alféizar de ladrillo aplantillado con pendiente hacia el exterior. Desde la planta primera, continuando la escalera por la que se accede a ésta desde la terraza se llega a la planta baja. Con la misma forma y superficie útil que la anterior, esta planta se cubre con una semibóveda muy rebajada de ladrillo. Bajo la torre orientada al Noreste, dispone de una habitación rectangular, de medidas 3,20 x 2,60 metros, quedando entre las dos un espacio triangular que se cierra con u muro semicircular. La clave de las dos semibóvedas se encuentra taladrada con el objeto de subir la munición hasta la terraza desde la planta baja, en el caso de que estuviese aquí el almacén, o subir agua hasta la primera si se usase ésta como aljibe.
El hecho de que sea una propiedad particular, hace que se hayan ejecutado obras de reforma para adaptarla a una vivienda veraniega, respetando y conservando el patrimonio.  Así se la ha abierto un hueco de acceso distinto, debajo del original que se usa de ventana, dando a la meseta intermedia de la escalera que desciende a planta baja. En la primera planta se le ha abierto un gran ventanal en la parte Sur, dando al mar. Se encuentra al final de la playa de Velilla, concretamente en un saliente hacia el mar situado en el extremo Este del paseo marítimo de Almuñécar.

## Historia
Es un modelo de torre que se repitió en muchos sitios a partir de 1764, tanto en sus dimensiones como en su estructura. Su función era la de defender con fuego rasante el puerto y las calas adyacentes de levante y la plata de poniente hasta la Punta de Velilla. Llegó a tener dos cañones que se llevaron los ingleses, aliados de España en la guerra contra los franceses.